# アバディーニョ
アバディーニョ（バスク語: Abadiño）またはアバディアーノ（スペイン語: Abadiano）は、スペイン・バスク州ビスカヤ県のムニシピオ（基礎自治体）。公式名はバスク語名のAbadiño。

## 地理

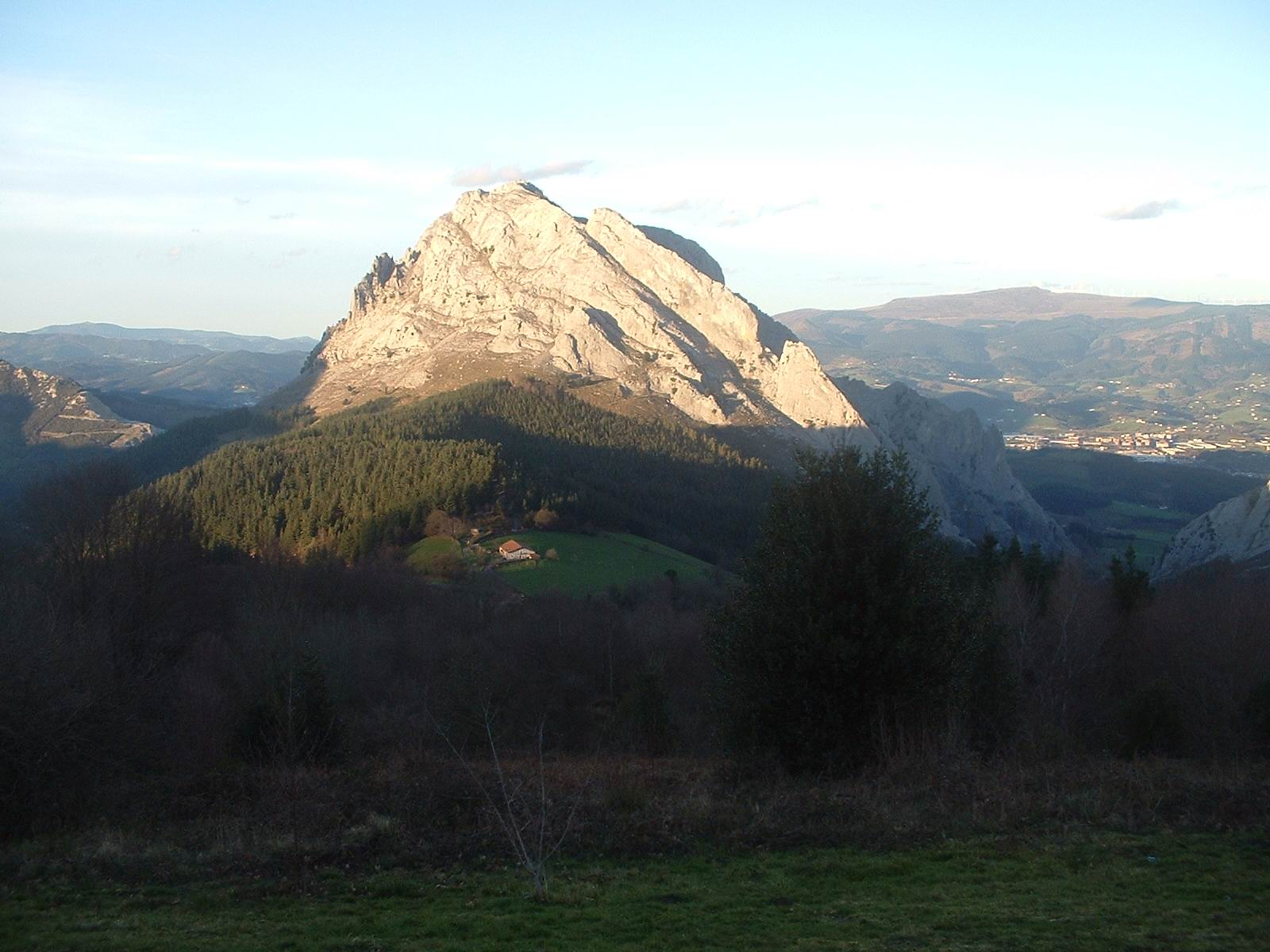
アバディーニョから見たウルキオラ自然公園

ビスカヤ県の県都ビルバオからの距離は35km。面積は36.06km2であり、2014年の人口は7,504人。オリジナルの名称はアバディアーノ・セラジェタ(Abadiano Celayeta)だった。
アバディーニョはN-636号線沿いに位置しており、ビスカヤ県東部の中心都市であるドゥランゴから数キロ南東にある。アバディーニョも含めてドゥランゴを中心とする自治体はイバイサバル川とウルキオラ川によって形成された幅の広い谷にあり、谷底では畜産業が行われている。自治体の南側にはアンボト山(1327m)などがあるウルキオラ山地がある。山麓の低標高部はオーク、ブナ、マツなどの自然林に覆われ、高標高部は峡谷・崖・洞窟などを有する石灰岩のピークとなっている。ウルキオラ山地はバスク神話の舞台であり、ウルキオラ自然公園に含まれている。

## 観光

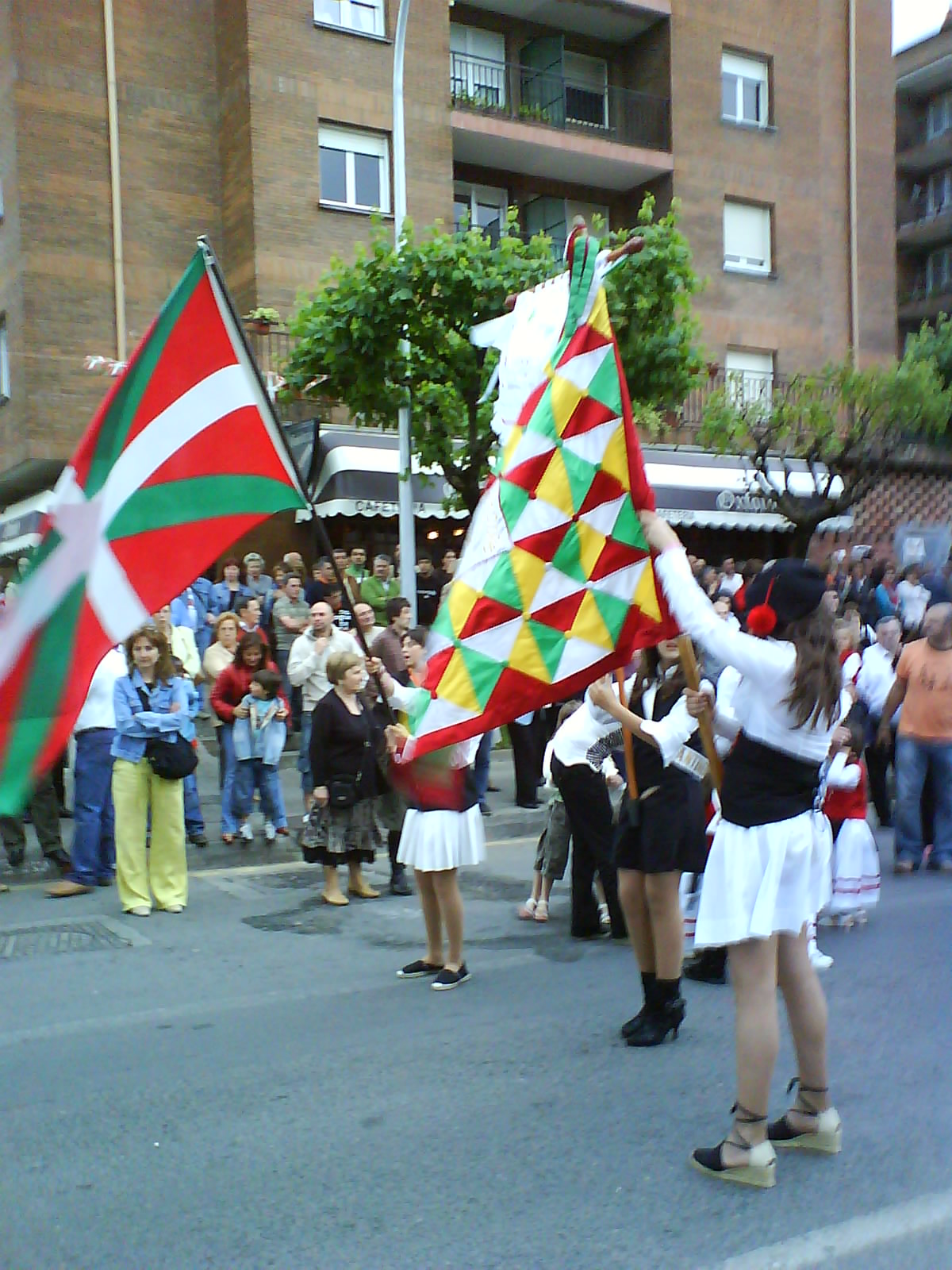
祭礼でのイクリニャ（左）とアバディーニョ旗（右）

アバディーニョの町には何棟もの歴史的建造物がある。9世紀から16世紀にかけて建設されたムンチャラッツの塔はルネサンス建築の好例である。ウルキオラ自然公園内にはサン・アントニオ聖堂という教会がある。
アストラ荘園領主邸宅はドゥランゴ地域の政治・行政の中心地のひとつだった。1576年にメリンダ（カスティーリャ王国時代の「郡」に相当する行政単位）がアストラ邸を買い上げ、裁判所、カスティーリャ王国から派遣された代理人の住居、監獄、公文書保管所などとして使用した。ゲデリアガ複合施設は町を見下ろす丘の上にあり、サン・サルバドールの礼拝堂が含まれている。この礼拝堂は中世の「誓いのチャペル」であり、ドゥランゴ谷のメリンダ当局の議会が開催された。12席の石造の座席が半円形に配置されており、その近くには1633年まで遡るルネサンス様式とゴシック様式の砂岩の十字架がある。
アバディーニョの町の近くにはハイキングコース、マウンテンバイクコース、乗馬体験施設がある。アバディーニョでもっとも重要な祭礼は町の守護聖人であるサンタ・ドミンゴの祭礼である。この際例は5月12日に行われ、続く何日間かには音楽や踊りなどの行事が行われる。サン・ブラスの祭礼は2月3日であり、畜産市も行われる。ウルキオラ山地のサン・アントニオ聖堂では6月13日頃にサン・アントニオの祭礼が行われる。

## 人口
| アバディーニョの人口推移 1842－2011                     |
|                                                         |
| 出典:INE（スペイン国立統計局）1900年 - 1991年、1996年 - |

## 政治

### 議会
| 政党                                             | 2015   | 2015 | 2011   | 2011 | 2007   | 2007 | 2003   | 2003 | 1999   | 1999 | 1995   | 1995 | 1991   | 1991 |
| アバディーニョ無所属者連合(AI)                   | 42.53% | 6    | 39.77% | 6    | 30.12% | 5    | 33.57% | 4    | 26.16% | 4    | -      | -    | -      | -    |
| エウスカル・エリア・ビルドゥ (EH Bildu)/ビルドゥ | 35.19% | 5    | 36.58% | 5    | -      | -    | -      | -    | -      | -    | -      | -    | -      | -    |
| バスク民族主義党 (EAJ-PNV)                       | 16.42% | 2    | 15.73% | 2    | 24.83% | 4    | -      | -    | 27.08% | 4    | 39.06% | 5    | 36.69% | 6    |
| バスク社会党 (PSE-EE)                            | 2.79%  | 0    | 2.49%  | 0    | 4.65%  | 0    | 7.05%  | 1    | 6.08%  | 1    | 13.73% | 2    | 22.58% | 3    |
| 国民党 (PP)                                      | 1.89%  | 0    | 2.02%  | 0    | 4.42%  | 0    | 7.99%  | 1    | 6.48%  | 1    | 8.04%  | 1    | -      | -    |
| エスケル・バトゥア＝ベルデアク (EB-B)            | -      | -    | 2.56%  | 0    | 5.06%  | 0    | 9.16%  | 1    | 5.25%  | 0    | 9.66%  | 1    | -      | -    |
| バスク民族主義行動 (EAE-ANV)                     | -      | -    | -      | -    | 28.81% | 4    | -      | -    | -      | -    | -      | -    | -      | -    |
| バスク連帯 (EA)                                  | -      | -    | -      | -    | 1.49%  | 0    | -      | -    | 3.36%  | 0    | 7.89%  | 1    | 12.14% | 1    |
| バスク民族主義党/バスク連帯 (PNV/EA)             | -      | -    | -      | -    | 41.62% | 6    | -      | -    | -      | -    | -      | -    | -      | -    |
| バスク市民 (EH)/エリ・バタスナ (HB)              | -      | -    | -      | -    | -      | -    | -      | -    | 24.14% | 3    | 19.67% | 3    | 22.17% | 3    |
| エウスカディコ・エスケラ (EE)                    | -      | -    | -      | -    | -      | -    | -      | -    | -      | -    | -      | -    | 5.09%  | 0    |

### 首長
| 任期      | 首長名                    | 政党                       |
| --------- | ------------------------- | -------------------------- |
| 1979–1983 |                           |                            |
| 1983–1987 |                           |                            |
| 1987–1991 |                           |                            |
| 1991–1995 |                           |                            |
| 1995–1999 |                           |                            |
| 1999–2003 |                           |                            |
| 2003–2007 |                           |                            |
| 2007–2011 |                           |                            |
| 2011–2015 | José Luis Navarro Donaire | アバディーニョ無所属者連合 |
| 2015–2019 | José Luis Navarro Donaire | アバディーニョ無所属者連合 |
| 2019–2023 | n/d                       | n/d                        |
| 2023–     | n/d                       | n/d                        |

## 出身者
- ウスタリツ : サッカー選手。
- アンデル・イトゥラスペ : サッカー選手。